# 全日本プロレス協会
全日本プロレス協会（ぜんにほんプロレスきょうかい）は、1950年代に存在した日本のプロレス団体。山口利夫、清美川梅之助を中心として設立され、大阪を拠点に活動していた。
1972年に設立されたプロレス団体である全日本プロ・レスリング株式会社、全日本プロレスリングシステムズ株式会社（現：オールジャパン・プロレスリング株式会社）との直接の関係はない。

## 概要
山口利夫は、1950年に牛島辰熊が設立した国際柔道協会（プロ柔道）に、木村政彦、遠藤幸吉らとともに参加していたが、同団体の経営不振から木村らに同調する形で離脱。1953年7月頃より、元大相撲力士の清美川梅之助とともに、大阪でプロレス興行を始める。これを日本における本格的なプロレス興行の開始とする見解がある。注目される最初の大きな興行には1954年2月6日、7日に、大阪府立体育館で毎日新聞社と日本山岳会の共催による、マナスル登山隊後援のための日米対抗試合（日本対在日米軍）の興行がある。この初日の試合を試験放送段階のJOBK-TVが放送しており、日本のテレビが初めてプロレスを中継したのはこの放送と考えられる（#エピソードを参照）。
また、女子部も設けて女子選手3名が所属として活動した他、東京の全日本女子レスリング倶楽部より猪狩定子、田山勝美を招いた。後の国際プロレスやFMWより前に存在した日本初の男女混合プロレス団体ということになる。
1955年1月26日に開催された日本選手権試合で、主力選手である山口が日本プロレスの力道山を相手に脇腹を痛めていたこともあってストレートで敗北した。当時はプロレス団体の上位に統一コミッションが存在していたため、団体をまたいだ統一的な選手権試合が可能であった。この前後より興行人気が芳しくなく、翌1956年夏には経営不振から山口の地元である静岡県三島市に拠点を移し、規模を縮小した「山口道場」として活動を継続するが、興行団体としては事実上の解散状態に追い込まれており、選手も次第に減少した。同年10月に開催されたウエート別統一日本選手権大会ではアジア・プロレス、東亜プロレス、日本プロレスと並んで参戦。1956年11月の日本ヘビー級王者力道山への挑戦権決定戦では、興行面ですでに日本プロレスの一人勝ちの状態であったため、代表の山口はまたしても日本プロレス所属選手、東富士に敗北するアングルを呑まざるを得なかった。
1957年9月に崩壊、選手らは別団体に移籍、引退、新団体発足に動くなど離散した。
1958年5月31日、大阪、扇町プールで、山口利夫の引退試合が行われる。すでに日本プロレスに参戦していた吉村道明、長沢日一、ユセフ・トルコや、かつてプロ柔道でともに活動した木村政彦らが参戦、最後を飾った。

## 所属選手

### 男子選手
- 山口利夫

全日本プロレス協会創設者。団体崩壊後は引退興行を行いプロレスから離れる。
- 清美川梅之助

全日本プロレス協会創設者の一人で元幕内力士。全日本プロレス協会消滅後は、山口利夫と別れた木村政彦と組んで、元プロ柔道の月影四郎（高木清晴5段）らと再起を図り、アジア・プロレスを設立。しかし木村とともに生きる道を海外に求め、長期に渡り海外を転戦・活躍していたが、それもプロレスの世界ではマイナーな地域が中心であり、家族にすらろくに音信がなかったため、日本では一時期失踪宣告が出されていたというエピソードが残されている。帰国後の1970年より国際プロレスに参戦した後引退。
- 山崎次郎

本名、山崎福次郎。東京都出身。元芝田山部屋 → 高砂部屋所属の力士。四股名は「濱田山」。山口一門の中堅技巧派レスラーとして活躍。
- 市川登

柔道五段。静岡県出身。昭和の巌流島決戦の前座試合で芳の里淳三にセメントを仕掛けられ、顔を数十発張られてKO負けした。その際の脳へのダメージでひどい後遺症が残り、郷里の沼津で廃人のように暮らし、1967年冬に死去した。
- 嘉地久晴（のちの十両、天山久晴）

空手三段の大柄な選手でパワーファイターであったと言われる。樋口寛治と同期入門。練習の厳しさと、少ない試合数による生活の不安から、大半の若手選手とともに合宿所から脱走。中村部屋に入門し活躍した（のち、二所ノ関部屋に移籍。大相撲からプロレスへの転向は多いが、嘉地の場合は非常に珍しい逆のパターンとなった）。また、力士廃業後は自らプロレス団体を興し、アジア圏で興行をしたと伝えられている。
- 沖永信次郎

元、二所ノ関部屋の力士。四股名は「千綿山」。大阪府出身。激しい気性の勝負師レスラーだった。
- 吉村道明

学生相撲の猛者。のちに力道山のスカウトで日本プロレスに入団、「火の玉小僧」の愛称で人気を博す。
- 長沢日一

崩壊後は日本プロレス、国際プロレスで活動。長沢秀幸、長沢虎之助のリングネームでも知られる。
- 田村研二

大文字研二を参照。嘉地久晴同様、プロレスラーから大相撲力士に転向した変わり種。レスラー時代の詳細は不明。
- 出口雄一

ミスター珍を参照。
- 三山三四郎

「ウエート別統一日本選手権大会」に出場、大坪清隆（アジア・プロレス所属）に敗退。
- 樋口寛治

レスラーのほか、P・Y・チャンの通訳や臨時レフェリーも兼務。団体崩壊後は、吉村道明の推薦で日本プロレスに加入。レフェリー兼外国人係を務めた。のち全日本プロレス所属（旧・新双方の全日本に所属した唯一の人物）。ジョー樋口を参照。

### 女子選手
- 堤麗子
- 富士絹江
- 高千穂静江

## 関係者
- 会長：松山庄次郎（酒梅組三代目組長）
- 理事：田岡一雄など
  - 力道山が日本プロレスの役員に政治家など各界の名士を揃えたのとは対照的に、全日本プロレス協会の役員は全てヤクザであった。

## 来日外国人選手
全日本プロレス協会の活動期は日本におけるプロレス興行の黎明期ということもあり、同団体と海外のプロレス団体との間に恒常的な招聘ルートは確立されていなかった。そのため、参戦した外国人選手について当時のパンフレット、または後年のプロレス雑誌における情報などを参照する限り、そのほとんどが駐留米軍人か、無名の格闘技経験者と考えられており、その中には単なる「力自慢の素人」も含まれる可能性が指摘されている（国際プロレス団の参戦外国人選手も同様）。ここでは、プロレス業界において現在でも知られている選手についてのみ記す。
- P・Y・チャン

アメリカではトージョー・ヤマモトとして知られる悪役レスラー。マネージャー、ブッカーとしても活動。上田馬之助、大仁田厚らの海外修行時にもマネージャーを務めた。
- キラー・ユセフ（キラー・ユシフ、キラー・マイク・ユシフ）

のちのユセフ・トルコ。日本プロレス、新日本プロレスに参加、レフェリーを務めた。後年、暴露本を出版し業界関係者の不興を買う。浜田幸一の秘書を務めた時期もある。俳優としても知られ、実兄にこれも俳優のオスマン・ユセフ。

## エピソード
- NHK大阪放送局（JOBK-TV）が、その試験放送期間に全日本プロレス協会の試合を放送したことがある。NHK大阪の実験放送期間は1951年6月より1954年2月末日までの長期に亘る（テレビ放送技術そのものの実験期間と重なるため）が、その末期である1954年2月6日に行われた興行を、関西・東海地区に向けて放送している。一時期「日本初のプロレス中継」と言われた、力道山・木村政彦 対 シャープ兄弟の一戦をNHK・日本テレビが共同で放送したのは同年2月19日であり、試験放送を含めた場合、全日本プロレス協会の試合が日本初のテレビによるプロレス放送となる。なお、試験放送期間中の番組編成については、当時のテレビ放送予定表には記述を確認できるものもあるが、NHKの社史などには正規の記録が残されていない。
- 大阪テレビ放送株式会社（のちに朝日放送に合併）が、本放送業務開始前のサービス放送期間（1956年11月1日から30日）中に、全日本プロレス協会の興行を放送したことがある。
  - 放映時間はサービス放送期間最終日（11月30日）の20時45分から22時15分までの90分間。内容は「ヘビー級選手権挑戦者決定戦」と銘打たれた東富士対山口利夫戦（於・大阪府立体育会館）であり、特別レフェリーとして力道山、解説に阿部修が参加している。
  - この試合は先述の「ウエート別統一日本選手権大会」（1956年10月24日）におけるヘビー級挑戦者決定試合が引き分けに終わったため、その再試合として行われたものである。
  - 1956年秋の時点では、全日本プロレス協会は事実上の解散状態にあったと考えられており、10月の本大会では「山口道場」として参戦している。本大会は東京での開催（両国の国際スタジアム）でありながら、決勝再試合が大阪で開催されたこと、大阪テレビ放送では団体名を全日本プロレス協会として放送されたことなどから、すでに興行能力を失って解散状態の山口らに、最後に花を持たせたのではないかという指摘がある。
  - 試合結果は東富士（日本プロレス）の勝利となり、大会規定の3つの階級（ライトヘビー、ジュニアヘビー、ヘビー）を日本プロレスの選手が独占することとなった。主力選手が敗北した他団体はその後消滅しており、この選手権大会をもって力道山が日本のプロレス界を統一したと見ることもできる。